# Blackburn with Darwen
Blackburn y Darwen es una autoridad unitaria del condado de Lancashire, en la región de Noroeste de Inglaterra, Reino Unido, situada al norte de Liverpool y Mánchester. Comprende las siguientes localidades o municipios:
- Blackburn, 118 145 habitantes
- Darwen, 27 442 habs.
- Edgworth, 2242 habs.
- Hoddlesden, 1192 habs.[1]